# Atlanta selvagensis
Atlanta selvagensis is een slakkensoort uit de familie van de Atlantidae. De wetenschappelijke naam van de soort is voor het eerst geldig gepubliceerd in 2006 door de Vera & Seapy.